# Diego del Carpio
Pour les articles homonymes, voir Carpio.
Diego del Carpio est une commune de la province d'Ávila dans la communauté autonome de Castille-et-León en Espagne. La commune est née le 5 mars 1976 de la fusion des anciennes communes de Diego Álvaro et de Carpio Medianero.

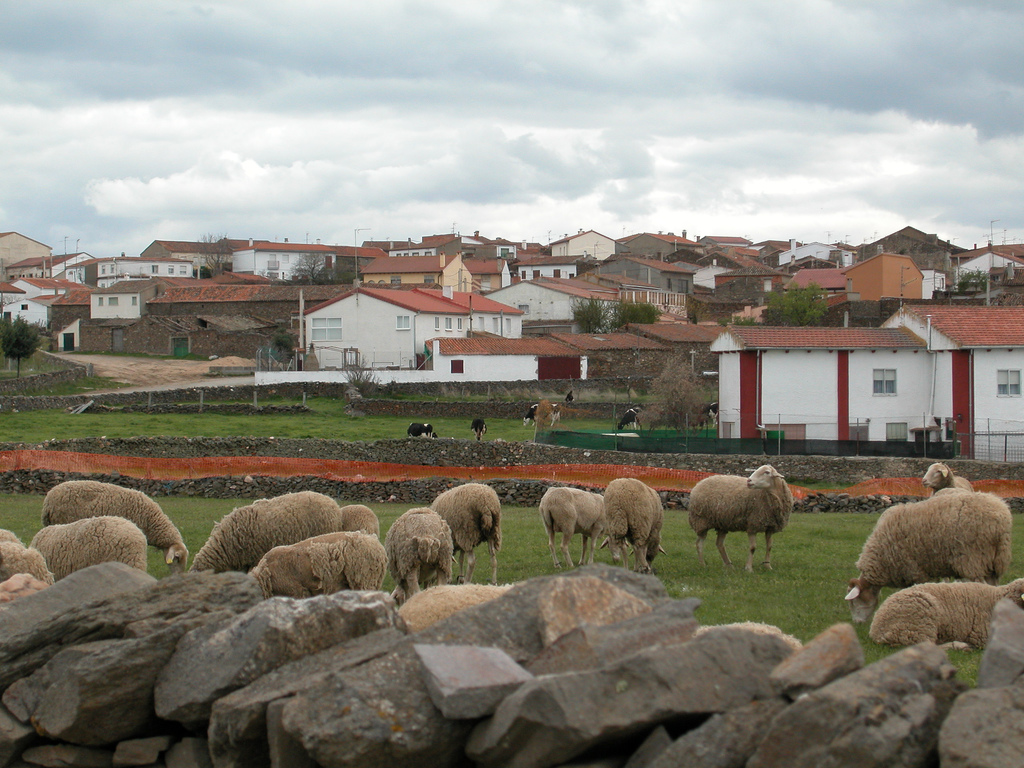
Diego Álvaro

## Administration
| Période                                  | Période | Identité | Étiquette | Qualité |
| ---------------------------------------- | ------- | -------- | --------- | ------- |
|                                          |         |          |           |         |
| Les données manquantes sont à compléter. |         |          |           |         |